# Saint-Germain-le-Vieux
Saint-Germain-le-Vieux ist eine Gemeinde im französischen Département Orne in der Normandie. Sie gehört zum Arrondissement Alençon und zum Kanton Écouves. Nachbargemeinden sind Gâprée im Nordwesten, Courtomer im Nordosten, Montchevrel im Südosten, Le Chalange im Süden und Trémont im Südwesten.

## Bevölkerungsentwicklung
| Jahr                      | 1962 | 1968 | 1975 | 1982 | 1990 | 1999 | 2008 | 2015 | 2020 |
| ------------------------- | ---- | ---- | ---- | ---- | ---- | ---- | ---- | ---- | ---- |
| Einwohner                 | 113  | 80   | 62   | 62   | 59   | 52   | 57   | 57   | 60   |
| Quelle: Cassini und INSEE |      |      |      |      |      |      |      |      |      |